# José Fernández (baseballista)
José D. Fernández (ur. 31 lipca 1992, zm. 25 września 2016) – kubański baseballista, który występował na pozycji miotacza.

## Przebieg kariery
Fernández został wybrany w 2011 roku w pierwszej rundzie draftu z numerem czternastym przez Florida Marlins i początkowo grał w klubach farmerskich tego zespołu, między innymi w Jupiter Hammerheads, reprezentującym poziom Class A. W Major League Baseball zadebiutował 7 kwietnia 2013 w meczu przeciwko New York Mets. W lipcu 2013 po raz pierwszy zagrał w All-Star Game.
12 września 2013 w spotkaniu z Atlanta Braves rozegranym na Marlins Park, zdobył pierwszego w MLB home runa. W tym samym roku został wybrany najlepszym debiutantem w National League.
12 maja 2014 został umieszczony na liście kontuzjowanych po tym, jak zdiagnozowano u niego uszkodzenie więzadła pobocznego łokciowego. Cztery dni później przeszedł operację Tommy'ego Johna, co wykluczyło go z gry na ponad 12 miesięcy. Po raz pierwszy po rehabilitacji zagrał 2 lipca 2015 w meczu przeciwko San Francisco Giants, w którym zanotował zwycięstwo i zdobył home runa. 24 kwietnia 2015 otrzymał obywatelstwo amerykańskie.
Zginął 25 września 2016 w wypadku motorówki, do którego doszło w Miami Beach.

## Nagrody i wyróżnienia
| Nagroda/wyróżnienie   | Lata       | Źródło      |
| 2× All-Star           | 2013, 2016 | [ 1 ] [ 4 ] |
| NL Rookie of the Year | 2013       | [ 6 ]       |